# Isabel de Castro
 (novembre 2017).
Si vous disposez d'ouvrages ou d'articles de référence ou si vous connaissez des sites web de qualité traitant du thème abordé ici, merci de compléter l'article en donnant les références utiles à sa vérifiabilité et en les liant à la section « Notes et références ».
Isabel de Castro est une actrice portugaise née le 1er août 1931 à Lisbonne et morte le 23 novembre 2005 à Borba (district d'Évora).
Visage du Novo Cinema (Domingo à Tarde, Brandos Costumes), elle a joué pour de grands réalisateurs nationaux tels Manoel de Oliveira (Francisca, Val Abraham), João Botelho (Un adieu portugais, Tempos Difíceis) et Pedro Costa (Le Sang, Casa de Lava), et a reçu un prix Sophia d'honneur en 2013.

## Filmographie partielle
- 1953 : Zorro se démasque (La montaña sin ley) de Miguel Lluch - Maria

- 1966 : Domingo à Tarde d'António de Macedo - Clarisse
- 1975 : Brandos Costumes d'Alberto Seixas Santos - l'aînée
- 1981 : Francisca de Manoel de Oliveira
- 1981 : Moi, l'autre de João Botelho
- 1983 : Sans l'ombre d'un péché de José Fonseca e Costa - la grand-mère
- 1986 : Un adieu portugais de João Botelho - Piedade
- 1988 : Este Tempo (Tempos Difíceis) de João Botelho - Teresa Cremalheira
- 1989 : Le Sang (O Sangue) de Pedro Costa - la femme
- 1991 : Swing Troubadour de Bruno Bayen : Geneviève Largillière
- 1993 : Val Abraham de Manoel de Oliveira - sœur Melo
- 1993 : Un thé noir au citron (Chá Forte com Limão) d'António de Macedo - Raquel
- 1994 : Casa de Lava de Pedro Costa - actrice invitée
- 1994 : Les Trois palmiers de João Botelho - ancienne actrice
- 1996 : Ilhéu da Contenda de Leão Lopes :
- 1997 : Voyage au début du monde de Manoel de Oliveira - Maria Afonso